# Liste des communes d'Ille-et-Vilaine
Pour les autres listes de communes, voir Listes des communes de France.
| - L'Ille-et-Vilaine en France métropolitaine. - Carte des communes d'Ille-et-Vilaine. |

Cette page liste les 332 communes du département français d'Ille-et-Vilaine au 1er janvier 2025.

## Liste des communes
Le tableau suivant donne la liste des communes au 1er janvier 2025, en précisant leur code Insee, leur code postal principal, leur arrondissement, leur canton, leur intercommunalité, leur superficie, leur population et leur densité, d'après les chiffres de l'Insee issus du recensement 2022,.
| Nom                           | Code Insee | Code postal       | Arrondissement | Canton                                                | Intercommunalité                                     | Superficie (km2) | Population (dernière pop. légale) | Densité (hab./km2) | Modifier                                    |
| ----------------------------- | ---------- | ----------------- | -------------- | ----------------------------------------------------- | ---------------------------------------------------- | ---------------- | --------------------------------- | ------------------ | ------------------------------------------- |
| Rennes (préfecture)           | 35238      | 35000 35200 35700 | Rennes         | Rennes-1 Rennes-2 Rennes-3 Rennes-4 Rennes-5 Rennes-6 | Rennes Métropole                                     | 50,39            | 227 830 (2022)                    | 4 521              | modifier les données · modifier les données |
| Acigné                        | 35001      | 35690             | Rennes         | Liffré                                                | Rennes Métropole                                     | 29,55            | 6 911 (2022)                      | 234                | modifier les données · modifier les données |
| Amanlis                       | 35002      | 35150             | Fougères-Vitré | Janzé                                                 | CC Roche aux Fées Communauté                         | 25,25            | 1 765 (2022)                      | 70                 | modifier les données · modifier les données |
| Andouillé-Neuville            | 35003      | 35250             | Rennes         | Val-Couesnon                                          | CC du Val d'Ille-Aubigné                             | 12,61            | 1 006 (2022)                      | 80                 | modifier les données · modifier les données |
| Arbrissel                     | 35005      | 35130             | Fougères-Vitré | La Guerche-de-Bretagne                                | CC Roche aux Fées Communauté                         | 4,62             | 270 (2022)                        | 58                 | modifier les données · modifier les données |
| Argentré-du-Plessis           | 35006      | 35370             | Fougères-Vitré | La Guerche-de-Bretagne                                | CA Vitré Communauté                                  | 41,46            | 4 591 (2022)                      | 111                | modifier les données · modifier les données |
| Aubigné                       | 35007      | 35250             | Rennes         | Val-Couesnon                                          | CC du Val d'Ille-Aubigné                             | 2,20             | 465 (2022)                        | 211                | modifier les données · modifier les données |
| Availles-sur-Seiche           | 35008      | 35130             | Fougères-Vitré | La Guerche-de-Bretagne                                | CA Vitré Communauté                                  | 11,06            | 647 (2022)                        | 58                 | modifier les données · modifier les données |
| Baguer-Morvan                 | 35009      | 35120             | Saint-Malo     | Dol-de-Bretagne                                       | CC du pays de Dol et de la baie du Mont-Saint-Michel | 23,11            | 1 697 (2022)                      | 73                 | modifier les données · modifier les données |
| Baguer-Pican                  | 35010      | 35120             | Saint-Malo     | Dol-de-Bretagne                                       | CC du pays de Dol et de la baie du Mont-Saint-Michel | 15,63            | 1 764 (2022)                      | 113                | modifier les données · modifier les données |
| Bain-de-Bretagne              | 35012      | 35470             | Redon          | Bain-de-Bretagne                                      | CC Bretagne Porte de Loire Communauté                | 64,77            | 7 704 (2022)                      | 119                | modifier les données · modifier les données |
| Bains-sur-Oust                | 35013      | 35600             | Redon          | Redon                                                 | CA Redon Agglomération                               | 44,63            | 3 521 (2022)                      | 79                 | modifier les données · modifier les données |
| Bais                          | 35014      | 35680             | Fougères-Vitré | La Guerche-de-Bretagne                                | CA Vitré Communauté                                  | 35,18            | 2 511 (2022)                      | 71                 | modifier les données · modifier les données |
| Balazé                        | 35015      | 35500             | Fougères-Vitré | Vitré                                                 | CA Vitré Communauté                                  | 36,66            | 2 181 (2022)                      | 59                 | modifier les données · modifier les données |
| Baulon                        | 35016      | 35580             | Redon          | Guichen                                               | CC Vallons de Haute-Bretagne Communauté              | 25,02            | 2 208 (2022)                      | 88                 | modifier les données · modifier les données |
| La Baussaine                  | 35017      | 35190             | Saint-Malo     | Combourg                                              | CC Bretagne Romantique                               | 9,63             | 675 (2022)                        | 70                 | modifier les données · modifier les données |
| La Bazouge-du-Désert          | 35018      | 35420             | Fougères-Vitré | Fougères-2                                            | CA Fougères Agglomération                            | 24,60            | 1 080 (2022)                      | 44                 | modifier les données · modifier les données |
| Bazouges-la-Pérouse           | 35019      | 35560             | Fougères-Vitré | Val-Couesnon                                          | CC Couesnon Marches de Bretagne                      | 58,18            | 1 865 (2022)                      | 32                 | modifier les données · modifier les données |
| Beaucé                        | 35021      | 35133             | Fougères-Vitré | Fougères-2                                            | CA Fougères Agglomération                            | 8,17             | 1 289 (2022)                      | 158                | modifier les données · modifier les données |
| Bécherel                      | 35022      | 35190             | Rennes         | Montauban-de-Bretagne                                 | Rennes Métropole                                     | 0,57             | 685 (2022)                        | 1 202              | modifier les données · modifier les données |
| Bédée                         | 35023      | 35137             | Rennes         | Montfort-sur-Meu                                      | CC Montfort Communauté                               | 38,95            | 4 571 (2022)                      | 117                | modifier les données · modifier les données |
| Betton                        | 35024      | 35830             | Rennes         | Betton                                                | Rennes Métropole                                     | 26,73            | 12 775 (2022)                     | 478                | modifier les données · modifier les données |
| Billé                         | 35025      | 35133             | Fougères-Vitré | Fougères-1                                            | CA Fougères Agglomération                            | 16,96            | 1 038 (2022)                      | 61                 | modifier les données · modifier les données |
| Bléruais                      | 35026      | 35750             | Rennes         | Montauban-de-Bretagne                                 | CC Saint-Méen Montauban                              | 3,33             | 98 (2022)                         | 29                 | modifier les données · modifier les données |
| Boisgervilly                  | 35027      | 35360             | Rennes         | Montauban-de-Bretagne                                 | CC Saint-Méen Montauban                              | 19,95            | 1 757 (2022)                      | 88                 | modifier les données · modifier les données |
| Boistrudan                    | 35028      | 35150             | Fougères-Vitré | Châteaugiron                                          | CC Roche aux Fées Communauté                         | 12,80            | 726 (2022)                        | 57                 | modifier les données · modifier les données |
| Bonnemain                     | 35029      | 35270             | Saint-Malo     | Combourg                                              | CC Bretagne Romantique                               | 23,77            | 1 533 (2022)                      | 64                 | modifier les données · modifier les données |
| La Bosse-de-Bretagne          | 35030      | 35320             | Redon          | Bain-de-Bretagne                                      | CC Bretagne Porte de Loire Communauté                | 10,21            | 691 (2022)                        | 68                 | modifier les données · modifier les données |
| La Bouëxière                  | 35031      | 35340             | Rennes         | Liffré                                                | CC Liffré-Cormier Communauté                         | 49,68            | 4 602 (2022)                      | 93                 | modifier les données · modifier les données |
| Bourg-des-Comptes             | 35033      | 35890             | Redon          | Guichen                                               | CC Vallons de Haute-Bretagne Communauté              | 23,41            | 3 388 (2022)                      | 145                | modifier les données · modifier les données |
| Bourgbarré                    | 35032      | 35230             | Rennes         | Janzé                                                 | Rennes Métropole                                     | 14,20            | 4 692 (2022)                      | 330                | modifier les données · modifier les données |
| La Boussac                    | 35034      | 35120             | Saint-Malo     | Dol-de-Bretagne                                       | CC du pays de Dol et de la baie du Mont-Saint-Michel | 21,93            | 1 250 (2022)                      | 57                 | modifier les données · modifier les données |
| Bovel                         | 35035      | 35330             | Redon          | Guichen                                               | CC Vallons de Haute-Bretagne Communauté              | 14,60            | 600 (2022)                        | 41                 | modifier les données · modifier les données |
| Bréal-sous-Montfort           | 35037      | 35310             | Rennes         | Le Rheu                                               | CC de Brocéliande                                    | 33,82            | 6 430 (2022)                      | 190                | modifier les données · modifier les données |
| Bréal-sous-Vitré              | 35038      | 35370             | Fougères-Vitré | Vitré                                                 | CA Vitré Communauté                                  | 5,75             | 614 (2022)                        | 107                | modifier les données · modifier les données |
| Brécé                         | 35039      | 35530             | Rennes         | Liffré                                                | Rennes Métropole                                     | 7,16             | 2 185 (2022)                      | 305                | modifier les données · modifier les données |
| Breteil                       | 35040      | 35160             | Rennes         | Montfort-sur-Meu                                      | CC Montfort Communauté                               | 14,70            | 3 678 (2022)                      | 250                | modifier les données · modifier les données |
| Brie                          | 35041      | 35150             | Fougères-Vitré | Janzé                                                 | CC Roche aux Fées Communauté                         | 13,56            | 1 014 (2022)                      | 75                 | modifier les données · modifier les données |
| Brielles                      | 35042      | 35370             | Fougères-Vitré | La Guerche-de-Bretagne                                | CA Vitré Communauté                                  | 11,40            | 679 (2022)                        | 60                 | modifier les données · modifier les données |
| Broualan                      | 35044      | 35120             | Saint-Malo     | Dol-de-Bretagne                                       | CC du pays de Dol et de la baie du Mont-Saint-Michel | 12,76            | 411 (2022)                        | 32                 | modifier les données · modifier les données |
| Bruc-sur-Aff                  | 35045      | 35550             | Redon          | Redon                                                 | CA Redon Agglomération                               | 21,23            | 856 (2022)                        | 40                 | modifier les données · modifier les données |
| Les Brulais                   | 35046      | 35330             | Redon          | Guichen                                               | CC Vallons de Haute-Bretagne Communauté              | 11,96            | 541 (2022)                        | 45                 | modifier les données · modifier les données |
| Bruz                          | 35047      | 35170             | Rennes         | Bruz                                                  | Rennes Métropole                                     | 29,95            | 19 667 (2022)                     | 657                | modifier les données · modifier les données |
| Cancale                       | 35049      | 35260             | Saint-Malo     | Saint-Malo-1                                          | CA Saint-Malo Agglomération                          | 12,61            | 5 554 (2022)                      | 440                | modifier les données · modifier les données |
| Cardroc                       | 35050      | 35190             | Saint-Malo     | Combourg                                              | CC Bretagne Romantique                               | 7,39             | 598 (2022)                        | 81                 | modifier les données · modifier les données |
| Cesson-Sévigné                | 35051      | 35510             | Rennes         | Betton                                                | Rennes Métropole                                     | 32,14            | 18 076 (2022)                     | 562                | modifier les données · modifier les données |
| Champeaux                     | 35052      | 35500             | Fougères-Vitré | Vitré                                                 | CA Vitré Communauté                                  | 9,83             | 504 (2022)                        | 51                 | modifier les données · modifier les données |
| Chanteloup                    | 35054      | 35150             | Redon          | Bain-de-Bretagne                                      | CC Bretagne Porte de Loire Communauté                | 17,53            | 1 881 (2022)                      | 107                | modifier les données · modifier les données |
| Chantepie                     | 35055      | 35135             | Rennes         | Rennes-3                                              | Rennes Métropole                                     | 11,98            | 10 378 (2022)                     | 866                | modifier les données · modifier les données |
| La Chapelle-aux-Filtzméens    | 35056      | 35190             | Saint-Malo     | Combourg                                              | CC Bretagne Romantique                               | 6,36             | 825 (2022)                        | 130                | modifier les données · modifier les données |
| La Chapelle-Bouëxic           | 35057      | 35330             | Redon          | Guichen                                               | CC Vallons de Haute-Bretagne Communauté              | 20,66            | 1 527 (2022)                      | 74                 | modifier les données · modifier les données |
| La Chapelle-Chaussée          | 35058      | 35630             | Rennes         | Montauban-de-Bretagne                                 | Rennes Métropole                                     | 14,76            | 1 299 (2022)                      | 88                 | modifier les données · modifier les données |
| La Chapelle-de-Brain          | 35064      | 35660             | Redon          | Redon                                                 | CA Redon Agglomération                               | 17,65            | 1 107 (2022)                      | 63                 | modifier les données · modifier les données |
| La Chapelle-des-Fougeretz     | 35059      | 35520             | Rennes         | Betton                                                | Rennes Métropole                                     | 8,71             | 4 603 (2022)                      | 528                | modifier les données · modifier les données |
| La Chapelle du Lou du Lac     | 35060      | 35360             | Rennes         | Montauban-de-Bretagne                                 | CC Saint-Méen Montauban                              | 10,46            | 1 037 (2022)                      | 99                 | modifier les données · modifier les données |
| La Chapelle-Erbrée            | 35061      | 35500             | Fougères-Vitré | Vitré                                                 | CA Vitré Communauté                                  | 11,98            | 723 (2022)                        | 60                 | modifier les données · modifier les données |
| La Chapelle-Fleurigné         | 35062      | 35133             | Fougères-Vitré | Fougères-2                                            | CA Fougères Agglomération                            | 45,13            | 2 430 (2022)                      | 54                 | modifier les données · modifier les données |
| La Chapelle-Saint-Aubert      | 35063      | 35140             | Fougères-Vitré | Fougères-1                                            | CA Fougères Agglomération                            | 9,77             | 468 (2022)                        | 48                 | modifier les données · modifier les données |
| La Chapelle-Thouarault        | 35065      | 35590             | Rennes         | Le Rheu                                               | Rennes Métropole                                     | 7,64             | 2 266 (2022)                      | 297                | modifier les données · modifier les données |
| Chartres-de-Bretagne          | 35066      | 35131             | Rennes         | Bruz                                                  | Rennes Métropole                                     | 9,95             | 8 678 (2022)                      | 872                | modifier les données · modifier les données |
| Chasné-sur-Illet              | 35067      | 35250             | Rennes         | Liffré                                                | CC Liffré-Cormier Communauté                         | 9,47             | 1 702 (2022)                      | 180                | modifier les données · modifier les données |
| Châteaubourg                  | 35068      | 35220             | Fougères-Vitré | Châteaugiron                                          | CA Vitré Communauté                                  | 28,60            | 7 523 (2022)                      | 263                | modifier les données · modifier les données |
| Châteaugiron                  | 35069      | 35410             | Rennes         | Châteaugiron                                          | CC Pays de Châteaugiron Communauté                   | 23,52            | 10 688 (2022)                     | 454                | modifier les données · modifier les données |
| Châteauneuf-d'Ille-et-Vilaine | 35070      | 35430             | Saint-Malo     | Dol-de-Bretagne                                       | CA Saint-Malo Agglomération                          | 1,38             | 1 679 (2022)                      | 1 217              | modifier les données · modifier les données |
| Le Châtellier                 | 35071      | 35133             | Fougères-Vitré | Val-Couesnon                                          | CC Couesnon Marches de Bretagne                      | 13,43            | 427 (2022)                        | 32                 | modifier les données · modifier les données |
| Châtillon-en-Vendelais        | 35072      | 35210             | Fougères-Vitré | Vitré                                                 | CA Vitré Communauté                                  | 32,03            | 1 738 (2022)                      | 54                 | modifier les données · modifier les données |
| Chauvigné                     | 35075      | 35490             | Fougères-Vitré | Val-Couesnon                                          | CC Couesnon Marches de Bretagne                      | 17,71            | 807 (2022)                        | 46                 | modifier les données · modifier les données |
| Chavagne                      | 35076      | 35310             | Rennes         | Le Rheu                                               | Rennes Métropole                                     | 12,44            | 4 562 (2022)                      | 367                | modifier les données · modifier les données |
| Chelun                        | 35077      | 35640             | Fougères-Vitré | La Guerche-de-Bretagne                                | CC Roche aux Fées Communauté                         | 11,25            | 354 (2022)                        | 31                 | modifier les données · modifier les données |
| Cherrueix                     | 35078      | 35120             | Saint-Malo     | Dol-de-Bretagne                                       | CC du pays de Dol et de la baie du Mont-Saint-Michel | 12,69            | 1 106 (2022)                      | 87                 | modifier les données · modifier les données |
| Chevaigné                     | 35079      | 35250             | Rennes         | Betton                                                | Rennes Métropole                                     | 10,33            | 2 396 (2022)                      | 232                | modifier les données · modifier les données |
| Cintré                        | 35080      | 35310             | Rennes         | Le Rheu                                               | Rennes Métropole                                     | 8,32             | 2 614 (2022)                      | 314                | modifier les données · modifier les données |
| Clayes                        | 35081      | 35590             | Rennes         | Melesse                                               | Rennes Métropole                                     | 4,28             | 941 (2022)                        | 220                | modifier les données · modifier les données |
| Coësmes                       | 35082      | 35134             | Fougères-Vitré | La Guerche-de-Bretagne                                | CC Roche aux Fées Communauté                         | 23,24            | 1 435 (2022)                      | 62                 | modifier les données · modifier les données |
| Comblessac                    | 35084      | 35330             | Redon          | Guichen                                               | CC Vallons de Haute-Bretagne Communauté              | 17,23            | 677 (2022)                        | 39                 | modifier les données · modifier les données |
| Combourg                      | 35085      | 35270             | Saint-Malo     | Combourg                                              | CC Bretagne Romantique                               | 63,55            | 6 324 (2022)                      | 100                | modifier les données · modifier les données |
| Combourtillé                  | 35086      | 35210             | Fougères-Vitré | Fougères-1                                            | CA Fougères Agglomération                            | 9,25             | 608 (2022)                        | 66                 | modifier les données · modifier les données |
| Cornillé                      | 35087      | 35500             | Fougères-Vitré | Vitré                                                 | CA Vitré Communauté                                  | 12,47            | 967 (2022)                        | 78                 | modifier les données · modifier les données |
| Corps-Nuds                    | 35088      | 35150             | Rennes         | Janzé                                                 | Rennes Métropole                                     | 22,56            | 3 555 (2022)                      | 158                | modifier les données · modifier les données |
| La Couyère                    | 35089      | 35320             | Redon          | Bain-de-Bretagne                                      | CC Bretagne Porte de Loire Communauté                | 11,72            | 447 (2022)                        | 38                 | modifier les données · modifier les données |
| Crevin                        | 35090      | 35320             | Redon          | Bain-de-Bretagne                                      | CC Bretagne Porte de Loire Communauté                | 8,31             | 2 790 (2022)                      | 336                | modifier les données · modifier les données |
| Le Crouais                    | 35091      | 35290             | Rennes         | Montauban-de-Bretagne                                 | CC Saint-Méen Montauban                              | 6,25             | 591 (2022)                        | 95                 | modifier les données · modifier les données |
| Cuguen                        | 35092      | 35270             | Saint-Malo     | Combourg                                              | CC Bretagne Romantique                               | 23,54            | 830 (2022)                        | 35                 | modifier les données · modifier les données |
| Dinard                        | 35093      | 35800             | Saint-Malo     | Saint-Malo-2                                          | CC Côte d'Émeraude                                   | 7,84             | 10 407 (2022)                     | 1 327              | modifier les données · modifier les données |
| Dingé                         | 35094      | 35440             | Saint-Malo     | Combourg                                              | CC Bretagne Romantique                               | 52,89            | 1 690 (2022)                      | 32                 | modifier les données · modifier les données |
| Dol-de-Bretagne               | 35095      | 35120             | Saint-Malo     | Dol-de-Bretagne                                       | CC du pays de Dol et de la baie du Mont-Saint-Michel | 15,53            | 5 786 (2022)                      | 373                | modifier les données · modifier les données |
| Domagné                       | 35096      | 35113             | Fougères-Vitré | Châteaugiron                                          | CA Vitré Communauté                                  | 29,00            | 2 439 (2022)                      | 84                 | modifier les données · modifier les données |
| Domalain                      | 35097      | 35680             | Fougères-Vitré | La Guerche-de-Bretagne                                | CA Vitré Communauté                                  | 33,54            | 2 050 (2022)                      | 61                 | modifier les données · modifier les données |
| La Dominelais                 | 35098      | 35390             | Redon          | Bain-de-Bretagne                                      | CC Bretagne Porte de Loire Communauté                | 32,45            | 1 414 (2022)                      | 44                 | modifier les données · modifier les données |
| Domloup                       | 35099      | 35410             | Rennes         | Châteaugiron                                          | CC Pays de Châteaugiron Communauté                   | 18,53            | 3 839 (2022)                      | 207                | modifier les données · modifier les données |
| Dourdain                      | 35101      | 35450             | Rennes         | Liffré                                                | CC Liffré-Cormier Communauté                         | 13,80            | 1 225 (2022)                      | 89                 | modifier les données · modifier les données |
| Drouges                       | 35102      | 35130             | Fougères-Vitré | La Guerche-de-Bretagne                                | CA Vitré Communauté                                  | 11,63            | 503 (2022)                        | 43                 | modifier les données · modifier les données |
| Eancé                         | 35103      | 35640             | Fougères-Vitré | La Guerche-de-Bretagne                                | CC Roche aux Fées Communauté                         | 16,50            | 430 (2022)                        | 26                 | modifier les données · modifier les données |
| Epiniac                       | 35104      | 35120             | Saint-Malo     | Dol-de-Bretagne                                       | CC du pays de Dol et de la baie du Mont-Saint-Michel | 23,77            | 1 423 (2022)                      | 60                 | modifier les données · modifier les données |
| Erbrée                        | 35105      | 35500             | Fougères-Vitré | Vitré                                                 | CA Vitré Communauté                                  | 35,52            | 1 713 (2022)                      | 48                 | modifier les données · modifier les données |
| Ercé-en-Lamée                 | 35106      | 35620             | Redon          | Bain-de-Bretagne                                      | CC Bretagne Porte de Loire Communauté                | 39,21            | 1 568 (2022)                      | 40                 | modifier les données · modifier les données |
| Ercé-près-Liffré              | 35107      | 35340             | Rennes         | Liffré                                                | CC Liffré-Cormier Communauté                         | 15,78            | 2 010 (2022)                      | 127                | modifier les données · modifier les données |
| Essé                          | 35108      | 35150             | Fougères-Vitré | La Guerche-de-Bretagne                                | CC Roche aux Fées Communauté                         | 23,19            | 1 028 (2022)                      | 44                 | modifier les données · modifier les données |
| Étrelles                      | 35109      | 35370             | Fougères-Vitré | La Guerche-de-Bretagne                                | CA Vitré Communauté                                  | 27,17            | 2 670 (2022)                      | 98                 | modifier les données · modifier les données |
| Feins                         | 35110      | 35440             | Rennes         | Val-Couesnon                                          | CC du Val d'Ille-Aubigné                             | 20,35            | 1 066 (2022)                      | 52                 | modifier les données · modifier les données |
| Le Ferré                      | 35111      | 35420             | Fougères-Vitré | Fougères-2                                            | CA Fougères Agglomération                            | 16,92            | 727 (2022)                        | 43                 | modifier les données · modifier les données |
| Forges-la-Forêt               | 35114      | 35640             | Fougères-Vitré | La Guerche-de-Bretagne                                | CC Roche aux Fées Communauté                         | 6,04             | 265 (2022)                        | 44                 | modifier les données · modifier les données |
| Fougères                      | 35115      | 35300             | Fougères-Vitré | Fougères-1 Fougères-2                                 | CA Fougères Agglomération                            | 10,46            | 20 602 (2022)                     | 1 970              | modifier les données · modifier les données |
| La Fresnais                   | 35116      | 35111             | Saint-Malo     | Dol-de-Bretagne                                       | CA Saint-Malo Agglomération                          | 14,43            | 2 508 (2022)                      | 174                | modifier les données · modifier les données |
| Gaël                          | 35117      | 35290             | Rennes         | Montauban-de-Bretagne                                 | CC Saint-Méen Montauban                              | 52,10            | 1 617 (2022)                      | 31                 | modifier les données · modifier les données |
| Gahard                        | 35118      | 35490             | Rennes         | Val-Couesnon                                          | CC du Val d'Ille-Aubigné                             | 24,96            | 1 523 (2022)                      | 61                 | modifier les données · modifier les données |
| Gennes-sur-Seiche             | 35119      | 35370             | Fougères-Vitré | La Guerche-de-Bretagne                                | CA Vitré Communauté                                  | 18,50            | 943 (2022)                        | 51                 | modifier les données · modifier les données |
| Gévezé                        | 35120      | 35850             | Rennes         | Melesse                                               | Rennes Métropole                                     | 27,54            | 5 987 (2022)                      | 217                | modifier les données · modifier les données |
| Gosné                         | 35121      | 35140             | Rennes         | Fougères-1                                            | CC Liffré-Cormier Communauté                         | 18,14            | 2 098 (2022)                      | 116                | modifier les données · modifier les données |
| La Gouesnière                 | 35122      | 35350             | Saint-Malo     | Saint-Malo-1                                          | CA Saint-Malo Agglomération                          | 8,74             | 2 000 (2022)                      | 229                | modifier les données · modifier les données |
| Goven                         | 35123      | 35580             | Redon          | Guichen                                               | CC Vallons de Haute-Bretagne Communauté              | 39,73            | 4 326 (2022)                      | 109                | modifier les données · modifier les données |
| Grand-Fougeray                | 35124      | 35390             | Redon          | Bain-de-Bretagne                                      | CC Bretagne Porte de Loire Communauté                | 55,42            | 2 523 (2022)                      | 46                 | modifier les données · modifier les données |
| La Guerche-de-Bretagne        | 35125      | 35130             | Fougères-Vitré | La Guerche-de-Bretagne                                | CA Vitré Communauté                                  | 11,53            | 4 450 (2022)                      | 386                | modifier les données · modifier les données |
| Guichen                       | 35126      | 35580             | Redon          | Guichen                                               | CC Vallons de Haute-Bretagne Communauté              | 42,99            | 9 203 (2022)                      | 214                | modifier les données · modifier les données |
| Guignen                       | 35127      | 35580             | Redon          | Guichen                                               | CC Vallons de Haute-Bretagne Communauté              | 53,05            | 4 149 (2022)                      | 78                 | modifier les données · modifier les données |
| Guipel                        | 35128      | 35440             | Rennes         | Melesse                                               | CC du Val d'Ille-Aubigné                             | 25,11            | 1 735 (2022)                      | 69                 | modifier les données · modifier les données |
| Guipry-Messac                 | 35176      | 35480             | Redon          | Redon                                                 | CC Vallons de Haute-Bretagne Communauté              | 91,99            | 7 243 (2022)                      | 79                 | modifier les données · modifier les données |
| Hédé-Bazouges                 | 35130      | 35630             | Saint-Malo     | Melesse                                               | CC Bretagne Romantique                               | 14,52            | 2 273 (2022)                      | 157                | modifier les données · modifier les données |
| L'Hermitage                   | 35131      | 35590             | Rennes         | Le Rheu                                               | Rennes Métropole                                     | 6,83             | 4 683 (2022)                      | 686                | modifier les données · modifier les données |
| Hirel                         | 35132      | 35120             | Saint-Malo     | Dol-de-Bretagne                                       | CA Saint-Malo Agglomération                          | 9,85             | 1 384 (2022)                      | 141                | modifier les données · modifier les données |
| Iffendic                      | 35133      | 35750             | Rennes         | Montfort-sur-Meu                                      | CC Montfort Communauté                               | 73,66            | 4 603 (2022)                      | 62                 | modifier les données · modifier les données |
| Les Iffs                      | 35134      | 35630             | Saint-Malo     | Combourg                                              | CC Bretagne Romantique                               | 4,52             | 274 (2022)                        | 61                 | modifier les données · modifier les données |
| Irodouër                      | 35135      | 35850             | Rennes         | Montauban-de-Bretagne                                 | CC Saint-Méen Montauban                              | 23,54            | 2 308 (2022)                      | 98                 | modifier les données · modifier les données |
| Janzé                         | 35136      | 35150             | Fougères-Vitré | Janzé                                                 | CC Roche aux Fées Communauté                         | 41,26            | 8 618 (2022)                      | 209                | modifier les données · modifier les données |
| Javené                        | 35137      | 35133             | Fougères-Vitré | Fougères-1                                            | CA Fougères Agglomération                            | 18,45            | 2 185 (2022)                      | 118                | modifier les données · modifier les données |
| Laignelet                     | 35138      | 35133             | Fougères-Vitré | Fougères-2                                            | CA Fougères Agglomération                            | 14,83            | 1 217 (2022)                      | 82                 | modifier les données · modifier les données |
| Laillé                        | 35139      | 35890             | Rennes         | Bruz                                                  | Rennes Métropole                                     | 32,04            | 5 154 (2022)                      | 161                | modifier les données · modifier les données |
| Lalleu                        | 35140      | 35320             | Redon          | Bain-de-Bretagne                                      | CC Bretagne Porte de Loire Communauté                | 15,47            | 581 (2022)                        | 38                 | modifier les données · modifier les données |
| Landavran                     | 35141      | 35450             | Fougères-Vitré | Vitré                                                 | CA Vitré Communauté                                  | 5,01             | 682 (2022)                        | 136                | modifier les données · modifier les données |
| Landéan                       | 35142      | 35133             | Fougères-Vitré | Fougères-2                                            | CA Fougères Agglomération                            | 27,31            | 1 225 (2022)                      | 45                 | modifier les données · modifier les données |
| Landujan                      | 35143      | 35360             | Rennes         | Montauban-de-Bretagne                                 | CC Saint-Méen Montauban                              | 14,32            | 930 (2022)                        | 65                 | modifier les données · modifier les données |
| Langan                        | 35144      | 35850             | Rennes         | Montauban-de-Bretagne                                 | Rennes Métropole                                     | 7,80             | 1 090 (2022)                      | 140                | modifier les données · modifier les données |
| Langon                        | 35145      | 35660             | Redon          | Redon                                                 | CA Redon Agglomération                               | 36,54            | 1 393 (2022)                      | 38                 | modifier les données · modifier les données |
| Langouet                      | 35146      | 35630             | Rennes         | Melesse                                               | CC du Val d'Ille-Aubigné                             | 6,99             | 610 (2022)                        | 87                 | modifier les données · modifier les données |
| Lanrigan                      | 35148      | 35270             | Saint-Malo     | Combourg                                              | CC Bretagne Romantique                               | 3,98             | 144 (2022)                        | 36                 | modifier les données · modifier les données |
| Lassy                         | 35149      | 35580             | Redon          | Guichen                                               | CC Vallons de Haute-Bretagne Communauté              | 9,76             | 1 817 (2022)                      | 186                | modifier les données · modifier les données |
| Lécousse                      | 35150      | 35133             | Fougères-Vitré | Fougères-1                                            | CA Fougères Agglomération                            | 11,07            | 3 423 (2022)                      | 309                | modifier les données · modifier les données |
| Lieuron                       | 35151      | 35550             | Redon          | Redon                                                 | CA Redon Agglomération                               | 16,72            | 802 (2022)                        | 48                 | modifier les données · modifier les données |
| Liffré                        | 35152      | 35340             | Rennes         | Liffré                                                | CC Liffré-Cormier Communauté                         | 66,86            | 8 987 (2022)                      | 134                | modifier les données · modifier les données |
| Lillemer                      | 35153      | 35111             | Saint-Malo     | Dol-de-Bretagne                                       | CA Saint-Malo Agglomération                          | 3,74             | 383 (2022)                        | 102                | modifier les données · modifier les données |
| Livré-sur-Changeon            | 35154      | 35450             | Rennes         | Fougères-1                                            | CC Liffré-Cormier Communauté                         | 26,37            | 1 737 (2022)                      | 66                 | modifier les données · modifier les données |
| Lohéac                        | 35155      | 35550             | Redon          | Redon                                                 | CC Vallons de Haute-Bretagne Communauté              | 5,11             | 700 (2022)                        | 137                | modifier les données · modifier les données |
| Longaulnay                    | 35156      | 35190             | Saint-Malo     | Combourg                                              | CC Bretagne Romantique                               | 7,52             | 598 (2022)                        | 80                 | modifier les données · modifier les données |
| Le Loroux                     | 35157      | 35133             | Fougères-Vitré | Fougères-2                                            | CA Fougères Agglomération                            | 11,56            | 618 (2022)                        | 53                 | modifier les données · modifier les données |
| Lourmais                      | 35159      | 35270             | Saint-Malo     | Combourg                                              | CC Bretagne Romantique                               | 7,22             | 335 (2022)                        | 46                 | modifier les données · modifier les données |
| Loutehel                      | 35160      | 35330             | Redon          | Guichen                                               | CC Vallons de Haute-Bretagne Communauté              | 7,21             | 235 (2022)                        | 33                 | modifier les données · modifier les données |
| Louvigné-de-Bais              | 35161      | 35680             | Fougères-Vitré | Châteaugiron                                          | CA Vitré Communauté                                  | 15,37            | 1 874 (2022)                      | 122                | modifier les données · modifier les données |
| Louvigné-du-Désert            | 35162      | 35420             | Fougères-Vitré | Fougères-2                                            | CA Fougères Agglomération                            | 41,66            | 3 352 (2022)                      | 80                 | modifier les données · modifier les données |
| Luitré-Dompierre              | 35163      | 35133 35210       | Fougères-Vitré | Fougères-2                                            | CA Fougères Agglomération                            | 38,83            | 1 844 (2022)                      | 47                 | modifier les données · modifier les données |
| Maen Roch                     | 35257      | 35460             | Fougères-Vitré | Val-Couesnon                                          | CC Couesnon Marches de Bretagne                      | 39,11            | 5 093 (2022)                      | 130                | modifier les données · modifier les données |
| Marcillé-Raoul                | 35164      | 35560             | Fougères-Vitré | Val-Couesnon                                          | CC Couesnon Marches de Bretagne                      | 22,41            | 737 (2022)                        | 33                 | modifier les données · modifier les données |
| Marcillé-Robert               | 35165      | 35240             | Fougères-Vitré | La Guerche-de-Bretagne                                | CC Roche aux Fées Communauté                         | 20,30            | 994 (2022)                        | 49                 | modifier les données · modifier les données |
| Marpiré                       | 35166      | 35220             | Fougères-Vitré | Vitré                                                 | CA Vitré Communauté                                  | 10,62            | 1 013 (2022)                      | 95                 | modifier les données · modifier les données |
| Martigné-Ferchaud             | 35167      | 35640             | Fougères-Vitré | La Guerche-de-Bretagne                                | CC Roche aux Fées Communauté                         | 74,10            | 2 632 (2022)                      | 36                 | modifier les données · modifier les données |
| Maxent                        | 35169      | 35380             | Rennes         | Montfort-sur-Meu                                      | CC de Brocéliande                                    | 39,72            | 1 457 (2022)                      | 37                 | modifier les données · modifier les données |
| Mecé                          | 35170      | 35450             | Fougères-Vitré | Vitré                                                 | CA Vitré Communauté                                  | 15,63            | 613 (2022)                        | 39                 | modifier les données · modifier les données |
| Médréac                       | 35171      | 35360             | Rennes         | Montauban-de-Bretagne                                 | CC Saint-Méen Montauban                              | 35,02            | 1 845 (2022)                      | 53                 | modifier les données · modifier les données |
| Meillac                       | 35172      | 35270             | Saint-Malo     | Combourg                                              | CC Bretagne Romantique                               | 32,21            | 1 975 (2022)                      | 61                 | modifier les données · modifier les données |
| Melesse                       | 35173      | 35520             | Rennes         | Melesse                                               | CC du Val d'Ille-Aubigné                             | 32,39            | 7 400 (2022)                      | 228                | modifier les données · modifier les données |
| Mellé                         | 35174      | 35420             | Fougères-Vitré | Fougères-2                                            | CA Fougères Agglomération                            | 15,50            | 648 (2022)                        | 42                 | modifier les données · modifier les données |
| Mernel                        | 35175      | 35330             | Redon          | Guichen                                               | CC Vallons de Haute-Bretagne Communauté              | 17,37            | 1 017 (2022)                      | 59                 | modifier les données · modifier les données |
| Mesnil-Roc'h                  | 35308      | 35720             | Saint-Malo     | Combourg                                              | CC Bretagne Romantique                               | 41,16            | 4 457 (2022)                      | 108                | modifier les données · modifier les données |
| La Mézière                    | 35177      | 35520             | Rennes         | Melesse                                               | CC du Val d'Ille-Aubigné                             | 16,23            | 4 935 (2022)                      | 304                | modifier les données · modifier les données |
| Mézières-sur-Couesnon         | 35178      | 35140             | Rennes         | Fougères-1                                            | CC Liffré-Cormier Communauté                         | 24,74            | 1 735 (2022)                      | 70                 | modifier les données · modifier les données |
| Miniac-Morvan                 | 35179      | 35540             | Saint-Malo     | Dol-de-Bretagne                                       | CA Saint-Malo Agglomération                          | 31,03            | 4 379 (2022)                      | 141                | modifier les données · modifier les données |
| Miniac-sous-Bécherel          | 35180      | 35190             | Rennes         | Montauban-de-Bretagne                                 | Rennes Métropole                                     | 13,55            | 788 (2022)                        | 58                 | modifier les données · modifier les données |
| Le Minihic-sur-Rance          | 35181      | 35870             | Saint-Malo     | Saint-Malo-2                                          | CC Côte d'Émeraude                                   | 3,91             | 1 499 (2022)                      | 383                | modifier les données · modifier les données |
| Mondevert                     | 35183      | 35370             | Fougères-Vitré | Vitré                                                 | CA Vitré Communauté                                  | 5,02             | 806 (2022)                        | 161                | modifier les données · modifier les données |
| Mont-Dol                      | 35186      | 35120             | Saint-Malo     | Dol-de-Bretagne                                       | CC du pays de Dol et de la baie du Mont-Saint-Michel | 26,44            | 1 076 (2022)                      | 41                 | modifier les données · modifier les données |
| Montauban-de-Bretagne         | 35184      | 35360             | Rennes         | Montauban-de-Bretagne                                 | CC Saint-Méen Montauban                              | 45,42            | 6 574 (2022)                      | 145                | modifier les données · modifier les données |
| Montautour                    | 35185      | 35210             | Fougères-Vitré | Vitré                                                 | CA Vitré Communauté                                  | 6,90             | 268 (2022)                        | 39                 | modifier les données · modifier les données |
| Monterfil                     | 35187      | 35160             | Rennes         | Montfort-sur-Meu                                      | CC de Brocéliande                                    | 16,94            | 1 352 (2022)                      | 80                 | modifier les données · modifier les données |
| Montfort-sur-Meu              | 35188      | 35160             | Rennes         | Montfort-sur-Meu                                      | CC Montfort Communauté                               | 14,02            | 6 767 (2022)                      | 483                | modifier les données · modifier les données |
| Montgermont                   | 35189      | 35760             | Rennes         | Betton                                                | Rennes Métropole                                     | 4,67             | 3 777 (2022)                      | 809                | modifier les données · modifier les données |
| Monthault                     | 35190      | 35420             | Fougères-Vitré | Fougères-2                                            | CA Fougères Agglomération                            | 8,20             | 250 (2022)                        | 30                 | modifier les données · modifier les données |
| Montreuil-des-Landes          | 35192      | 35210             | Fougères-Vitré | Vitré                                                 | CA Vitré Communauté                                  | 9,42             | 235 (2022)                        | 25                 | modifier les données · modifier les données |
| Montreuil-le-Gast             | 35193      | 35520             | Rennes         | Melesse                                               | CC du Val d'Ille-Aubigné                             | 9,14             | 2 048 (2022)                      | 224                | modifier les données · modifier les données |
| Montreuil-sous-Pérouse        | 35194      | 35500             | Fougères-Vitré | Vitré                                                 | CA Vitré Communauté                                  | 15,49            | 1 041 (2022)                      | 67                 | modifier les données · modifier les données |
| Montreuil-sur-Ille            | 35195      | 35440             | Rennes         | Val-Couesnon                                          | CC du Val d'Ille-Aubigné                             | 15,15            | 2 419 (2022)                      | 160                | modifier les données · modifier les données |
| Mordelles                     | 35196      | 35310             | Rennes         | Le Rheu                                               | Rennes Métropole                                     | 29,76            | 7 831 (2022)                      | 263                | modifier les données · modifier les données |
| Mouazé                        | 35197      | 35250             | Rennes         | Val-Couesnon                                          | CC du Val d'Ille-Aubigné                             | 8,39             | 1 728 (2022)                      | 206                | modifier les données · modifier les données |
| Moulins                       | 35198      | 35680             | Fougères-Vitré | La Guerche-de-Bretagne                                | CA Vitré Communauté                                  | 15,21            | 716 (2022)                        | 47                 | modifier les données · modifier les données |
| Moussé                        | 35199      | 35130             | Fougères-Vitré | La Guerche-de-Bretagne                                | CA Vitré Communauté                                  | 3,37             | 310 (2022)                        | 92                 | modifier les données · modifier les données |
| Moutiers                      | 35200      | 35130             | Fougères-Vitré | La Guerche-de-Bretagne                                | CA Vitré Communauté                                  | 17,64            | 905 (2022)                        | 51                 | modifier les données · modifier les données |
| Muel                          | 35201      | 35290             | Rennes         | Montauban-de-Bretagne                                 | CC Saint-Méen Montauban                              | 28,90            | 912 (2022)                        | 32                 | modifier les données · modifier les données |
| La Noë-Blanche                | 35202      | 35470             | Redon          | Bain-de-Bretagne                                      | CC Bretagne Porte de Loire Communauté                | 23,18            | 1 007 (2022)                      | 43                 | modifier les données · modifier les données |
| La Nouaye                     | 35203      | 35137             | Rennes         | Montfort-sur-Meu                                      | CC Montfort Communauté                               | 2,77             | 357 (2022)                        | 129                | modifier les données · modifier les données |
| Nouvoitou                     | 35204      | 35410             | Rennes         | Janzé                                                 | Rennes Métropole                                     | 18,94            | 3 732 (2022)                      | 197                | modifier les données · modifier les données |
| Noyal-Châtillon-sur-Seiche    | 35206      | 35230             | Rennes         | Bruz                                                  | Rennes Métropole                                     | 26,51            | 7 995 (2022)                      | 302                | modifier les données · modifier les données |
| Noyal-sous-Bazouges           | 35205      | 35560             | Fougères-Vitré | Val-Couesnon                                          | CC Couesnon Marches de Bretagne                      | 14,83            | 382 (2022)                        | 26                 | modifier les données · modifier les données |
| Noyal-sur-Vilaine             | 35207      | 35530             | Rennes         | Châteaugiron                                          | CC Pays de Châteaugiron Communauté                   | 30,73            | 6 250 (2022)                      | 203                | modifier les données · modifier les données |
| Orgères                       | 35208      | 35230             | Rennes         | Janzé                                                 | Rennes Métropole                                     | 16,33            | 5 602 (2022)                      | 343                | modifier les données · modifier les données |
| Pacé                          | 35210      | 35740             | Rennes         | Rennes-6                                              | Rennes Métropole                                     | 34,94            | 11 815 (2022)                     | 338                | modifier les données · modifier les données |
| Paimpont                      | 35211      | 35380             | Rennes         | Montfort-sur-Meu                                      | CC de Brocéliande                                    | 110,28           | 1 778 (2022)                      | 16                 | modifier les données · modifier les données |
| Pancé                         | 35212      | 35320             | Redon          | Bain-de-Bretagne                                      | CC Bretagne Porte de Loire Communauté                | 19,33            | 1 171 (2022)                      | 61                 | modifier les données · modifier les données |
| Parcé                         | 35214      | 35210             | Fougères-Vitré | Fougères-1                                            | CA Fougères Agglomération                            | 16,88            | 652 (2022)                        | 39                 | modifier les données · modifier les données |
| Parigné                       | 35215      | 35133             | Fougères-Vitré | Fougères-2                                            | CA Fougères Agglomération                            | 20,72            | 1 301 (2022)                      | 63                 | modifier les données · modifier les données |
| Parthenay-de-Bretagne         | 35216      | 35850             | Rennes         | Melesse                                               | Rennes Métropole                                     | 4,80             | 1 802 (2022)                      | 375                | modifier les données · modifier les données |
| Le Pertre                     | 35217      | 35370             | Fougères-Vitré | La Guerche-de-Bretagne                                | CA Vitré Communauté                                  | 43,63            | 1 372 (2022)                      | 31                 | modifier les données · modifier les données |
| Le Petit-Fougeray             | 35218      | 35320             | Redon          | Bain-de-Bretagne                                      | CC Bretagne Porte de Loire Communauté                | 8,95             | 886 (2022)                        | 99                 | modifier les données · modifier les données |
| Pipriac                       | 35219      | 35550             | Redon          | Redon                                                 | CA Redon Agglomération                               | 48,65            | 3 871 (2022)                      | 80                 | modifier les données · modifier les données |
| Piré-Chancé                   | 35220      | 35150 35680       | Rennes         | Châteaugiron                                          | CC Pays de Châteaugiron Communauté                   | 41,56            | 3 177 (2022)                      | 76                 | modifier les données · modifier les données |
| Pléchâtel                     | 35221      | 35470             | Redon          | Bain-de-Bretagne                                      | CC Bretagne Porte de Loire Communauté                | 36,32            | 2 796 (2022)                      | 77                 | modifier les données · modifier les données |
| Pleine-Fougères               | 35222      | 35610             | Saint-Malo     | Dol-de-Bretagne                                       | CC du pays de Dol et de la baie du Mont-Saint-Michel | 31,98            | 1 978 (2022)                      | 62                 | modifier les données · modifier les données |
| Plélan-le-Grand               | 35223      | 35380             | Rennes         | Montfort-sur-Meu                                      | CC de Brocéliande                                    | 49,74            | 4 063 (2022)                      | 82                 | modifier les données · modifier les données |
| Plerguer                      | 35224      | 35540             | Saint-Malo     | Dol-de-Bretagne                                       | CA Saint-Malo Agglomération                          | 20,19            | 2 871 (2022)                      | 142                | modifier les données · modifier les données |
| Plesder                       | 35225      | 35720             | Saint-Malo     | Combourg                                              | CC Bretagne Romantique                               | 11,03            | 778 (2022)                        | 71                 | modifier les données · modifier les données |
| Pleugueneuc                   | 35226      | 35720             | Saint-Malo     | Combourg                                              | CC Bretagne Romantique                               | 24,52            | 2 063 (2022)                      | 84                 | modifier les données · modifier les données |
| Pleumeleuc                    | 35227      | 35137             | Rennes         | Montfort-sur-Meu                                      | CC Montfort Communauté                               | 19,51            | 3 535 (2022)                      | 181                | modifier les données · modifier les données |
| Pleurtuit                     | 35228      | 35730             | Saint-Malo     | Saint-Malo-2                                          | CC Côte d'Émeraude                                   | 29,67            | 7 064 (2022)                      | 238                | modifier les données · modifier les données |
| Pocé-les-Bois                 | 35229      | 35500             | Fougères-Vitré | Vitré                                                 | CA Vitré Communauté                                  | 14,84            | 1 317 (2022)                      | 89                 | modifier les données · modifier les données |
| Poilley                       | 35230      | 35420             | Fougères-Vitré | Fougères-2                                            | CA Fougères Agglomération                            | 10,78            | 380 (2022)                        | 35                 | modifier les données · modifier les données |
| Poligné                       | 35231      | 35320             | Redon          | Bain-de-Bretagne                                      | CC Bretagne Porte de Loire Communauté                | 9,24             | 1 245 (2022)                      | 135                | modifier les données · modifier les données |
| Pont-Péan                     | 35363      | 35131             | Rennes         | Bruz                                                  | Rennes Métropole                                     | 8,76             | 4 289 (2022)                      | 490                | modifier les données · modifier les données |
| Les Portes du Coglais         | 35191      | 35460             | Fougères-Vitré | Val-Couesnon                                          | CC Couesnon Marches de Bretagne                      | 40,71            | 2 235 (2022)                      | 55                 | modifier les données · modifier les données |
| Princé                        | 35232      | 35210             | Fougères-Vitré | Vitré                                                 | CA Vitré Communauté                                  | 12,36            | 398 (2022)                        | 32                 | modifier les données · modifier les données |
| Québriac                      | 35233      | 35190             | Saint-Malo     | Combourg                                              | CC Bretagne Romantique                               | 20,72            | 1 590 (2022)                      | 77                 | modifier les données · modifier les données |
| Quédillac                     | 35234      | 35290             | Rennes         | Montauban-de-Bretagne                                 | CC Saint-Méen Montauban                              | 26,54            | 1 272 (2022)                      | 48                 | modifier les données · modifier les données |
| Rannée                        | 35235      | 35130             | Fougères-Vitré | La Guerche-de-Bretagne                                | CA Vitré Communauté                                  | 51,95            | 1 081 (2022)                      | 21                 | modifier les données · modifier les données |
| Redon                         | 35236      | 35600             | Redon          | Redon                                                 | CA Redon Agglomération                               | 15,09            | 9 336 (2022)                      | 619                | modifier les données · modifier les données |
| Renac                         | 35237      | 35660             | Redon          | Redon                                                 | CA Redon Agglomération                               | 25,89            | 1 032 (2022)                      | 40                 | modifier les données · modifier les données |
| Retiers                       | 35239      | 35240             | Fougères-Vitré | La Guerche-de-Bretagne                                | CC Roche aux Fées Communauté                         | 41,38            | 4 553 (2022)                      | 110                | modifier les données · modifier les données |
| Le Rheu                       | 35240      | 35650             | Rennes         | Le Rheu                                               | Rennes Métropole                                     | 18,89            | 9 823 (2022)                      | 520                | modifier les données · modifier les données |
| La Richardais                 | 35241      | 35780             | Saint-Malo     | Saint-Malo-2                                          | CC Côte d'Émeraude                                   | 3,14             | 2 624 (2022)                      | 836                | modifier les données · modifier les données |
| Rimou                         | 35242      | 35560             | Fougères-Vitré | Val-Couesnon                                          | CC Couesnon Marches de Bretagne                      | 13,28            | 350 (2022)                        | 26                 | modifier les données · modifier les données |
| Rives-du-Couesnon             | 35282      | 35140             | Fougères-Vitré | Fougères-1                                            | CA Fougères Agglomération                            | 48,36            | 2 919 (2022)                      | 60                 | modifier les données · modifier les données |
| Romagné                       | 35243      | 35133             | Fougères-Vitré | Fougères-1                                            | CA Fougères Agglomération                            | 26,93            | 2 434 (2022)                      | 90                 | modifier les données · modifier les données |
| Romazy                        | 35244      | 35490             | Fougères-Vitré | Val-Couesnon                                          | CC Couesnon Marches de Bretagne                      | 7,18             | 275 (2022)                        | 38                 | modifier les données · modifier les données |
| Romillé                       | 35245      | 35850             | Rennes         | Montauban-de-Bretagne                                 | Rennes Métropole                                     | 28,67            | 4 154 (2022)                      | 145                | modifier les données · modifier les données |
| Roz-Landrieux                 | 35246      | 35120             | Saint-Malo     | Dol-de-Bretagne                                       | CC du pays de Dol et de la baie du Mont-Saint-Michel | 18,10            | 1 376 (2022)                      | 76                 | modifier les données · modifier les données |
| Roz-sur-Couesnon              | 35247      | 35610             | Saint-Malo     | Dol-de-Bretagne                                       | CC du pays de Dol et de la baie du Mont-Saint-Michel | 25,86            | 1 036 (2022)                      | 40                 | modifier les données · modifier les données |
| Sains                         | 35248      | 35610             | Saint-Malo     | Dol-de-Bretagne                                       | CC du pays de Dol et de la baie du Mont-Saint-Michel | 10,25            | 457 (2022)                        | 45                 | modifier les données · modifier les données |
| Saint-Armel                   | 35250      | 35230             | Rennes         | Janzé                                                 | Rennes Métropole                                     | 7,75             | 2 344 (2022)                      | 302                | modifier les données · modifier les données |
| Saint-Aubin-d'Aubigné         | 35251      | 35250             | Rennes         | Val-Couesnon                                          | CC du Val d'Ille-Aubigné                             | 23,52            | 4 231 (2022)                      | 180                | modifier les données · modifier les données |
| Saint-Aubin-des-Landes        | 35252      | 35500             | Fougères-Vitré | Vitré                                                 | CA Vitré Communauté                                  | 10,28            | 923 (2022)                        | 90                 | modifier les données · modifier les données |
| Saint-Aubin-du-Cormier        | 35253      | 35140             | Rennes         | Fougères-1                                            | CC Liffré-Cormier Communauté                         | 27,41            | 4 145 (2022)                      | 151                | modifier les données · modifier les données |
| Saint-Benoît-des-Ondes        | 35255      | 35114             | Saint-Malo     | Dol-de-Bretagne                                       | CA Saint-Malo Agglomération                          | 2,92             | 966 (2022)                        | 331                | modifier les données · modifier les données |
| Saint-Briac-sur-Mer           | 35256      | 35800             | Saint-Malo     | Saint-Malo-2                                          | CC Côte d'Émeraude                                   | 8,06             | 2 228 (2022)                      | 276                | modifier les données · modifier les données |
| Saint-Brieuc-des-Iffs         | 35258      | 35630             | Saint-Malo     | Combourg                                              | CC Bretagne Romantique                               | 8,29             | 323 (2022)                        | 39                 | modifier les données · modifier les données |
| Saint-Broladre                | 35259      | 35120             | Saint-Malo     | Dol-de-Bretagne                                       | CC du pays de Dol et de la baie du Mont-Saint-Michel | 23,81            | 1 166 (2022)                      | 49                 | modifier les données · modifier les données |
| Saint-Christophe-de-Valains   | 35261      | 35140             | Fougères-Vitré | Fougères-1                                            | CA Fougères Agglomération                            | 3,27             | 230 (2022)                        | 70                 | modifier les données · modifier les données |
| Saint-Christophe-des-Bois     | 35260      | 35210             | Fougères-Vitré | Vitré                                                 | CA Vitré Communauté                                  | 9,26             | 562 (2022)                        | 61                 | modifier les données · modifier les données |
| Saint-Coulomb                 | 35263      | 35350             | Saint-Malo     | Saint-Malo-1                                          | CA Saint-Malo Agglomération                          | 18,04            | 2 970 (2022)                      | 165                | modifier les données · modifier les données |
| Saint-Didier                  | 35264      | 35220             | Fougères-Vitré | Châteaugiron                                          | CA Vitré Communauté                                  | 14,14            | 2 030 (2022)                      | 144                | modifier les données · modifier les données |
| Saint-Domineuc                | 35265      | 35190             | Saint-Malo     | Combourg                                              | CC Bretagne Romantique                               | 15,70            | 2 587 (2022)                      | 165                | modifier les données · modifier les données |
| Saint-Erblon                  | 35266      | 35230             | Rennes         | Janzé                                                 | Rennes Métropole                                     | 10,93            | 3 615 (2022)                      | 331                | modifier les données · modifier les données |
| Saint-Ganton                  | 35268      | 35550             | Redon          | Redon                                                 | CA Redon Agglomération                               | 14,08            | 414 (2022)                        | 29                 | modifier les données · modifier les données |
| Saint-Georges-de-Gréhaigne    | 35270      | 35610             | Saint-Malo     | Dol-de-Bretagne                                       | CC du pays de Dol et de la baie du Mont-Saint-Michel | 12,15            | 377 (2022)                        | 31                 | modifier les données · modifier les données |
| Saint-Georges-de-Reintembault | 35271      | 35420             | Fougères-Vitré | Fougères-2                                            | CA Fougères Agglomération                            | 31,02            | 1 524 (2022)                      | 49                 | modifier les données · modifier les données |
| Saint-Germain-du-Pinel        | 35272      | 35370             | Fougères-Vitré | La Guerche-de-Bretagne                                | CA Vitré Communauté                                  | 11,30            | 1 007 (2022)                      | 89                 | modifier les données · modifier les données |
| Saint-Germain-en-Coglès       | 35273      | 35133             | Fougères-Vitré | Val-Couesnon                                          | CC Couesnon Marches de Bretagne                      | 32,09            | 2 091 (2022)                      | 65                 | modifier les données · modifier les données |
| Saint-Germain-sur-Ille        | 35274      | 35250             | Rennes         | Melesse                                               | CC du Val d'Ille-Aubigné                             | 3,90             | 1 023 (2022)                      | 262                | modifier les données · modifier les données |
| Saint-Gilles                  | 35275      | 35590             | Rennes         | Melesse                                               | Rennes Métropole                                     | 20,72            | 5 489 (2022)                      | 265                | modifier les données · modifier les données |
| Saint-Gondran                 | 35276      | 35630             | Rennes         | Melesse                                               | CC du Val d'Ille-Aubigné                             | 4,40             | 629 (2022)                        | 143                | modifier les données · modifier les données |
| Saint-Gonlay                  | 35277      | 35750             | Rennes         | Montfort-sur-Meu                                      | CC Montfort Communauté                               | 9,26             | 381 (2022)                        | 41                 | modifier les données · modifier les données |
| Saint-Grégoire                | 35278      | 35760             | Rennes         | Betton                                                | Rennes Métropole                                     | 17,30            | 9 992 (2022)                      | 578                | modifier les données · modifier les données |
| Saint-Guinoux                 | 35279      | 35430             | Saint-Malo     | Dol-de-Bretagne                                       | CA Saint-Malo Agglomération                          | 6,37             | 1 247 (2022)                      | 196                | modifier les données · modifier les données |
| Saint-Hilaire-des-Landes      | 35280      | 35140             | Fougères-Vitré | Val-Couesnon                                          | CC Couesnon Marches de Bretagne                      | 18,27            | 1 032 (2022)                      | 56                 | modifier les données · modifier les données |
| Saint-Jacques-de-la-Lande     | 35281      | 35136             | Rennes         | Rennes-5                                              | Rennes Métropole                                     | 11,83            | 13 593 (2022)                     | 1 149              | modifier les données · modifier les données |
| Saint-Jean-sur-Vilaine        | 35283      | 35220             | Fougères-Vitré | Châteaugiron                                          | CA Vitré Communauté                                  | 10,73            | 1 376 (2022)                      | 128                | modifier les données · modifier les données |
| Saint-Jouan-des-Guérets       | 35284      | 35430             | Saint-Malo     | Saint-Malo-2                                          | CA Saint-Malo Agglomération                          | 9,24             | 2 816 (2022)                      | 305                | modifier les données · modifier les données |
| Saint-Just                    | 35285      | 35550             | Redon          | Redon                                                 | CA Redon Agglomération                               | 28,05            | 1 103 (2022)                      | 39                 | modifier les données · modifier les données |
| Saint-Léger-des-Prés          | 35286      | 35270             | Saint-Malo     | Combourg                                              | CC Bretagne Romantique                               | 5,54             | 295 (2022)                        | 53                 | modifier les données · modifier les données |
| Saint-Lunaire                 | 35287      | 35800             | Saint-Malo     | Saint-Malo-2                                          | CC Côte d'Émeraude                                   | 10,27            | 2 647 (2022)                      | 258                | modifier les données · modifier les données |
| Saint-M'Hervé                 | 35300      | 35500             | Fougères-Vitré | Vitré                                                 | CA Vitré Communauté                                  | 29,68            | 1 357 (2022)                      | 46                 | modifier les données · modifier les données |
| Saint-Malo                    | 35288      | 35400             | Saint-Malo     | Saint-Malo-1 Saint-Malo-2                             | CA Saint-Malo Agglomération                          | 36,58            | 47 255 (2022)                     | 1 292              | modifier les données · modifier les données |
| Saint-Malo-de-Phily           | 35289      | 35480             | Redon          | Redon                                                 | CC Vallons de Haute-Bretagne Communauté              | 18,77            | 1 074 (2022)                      | 57                 | modifier les données · modifier les données |
| Saint-Malon-sur-Mel           | 35290      | 35750             | Rennes         | Montauban-de-Bretagne                                 | CC Saint-Méen Montauban                              | 16,07            | 613 (2022)                        | 38                 | modifier les données · modifier les données |
| Saint-Marc-le-Blanc           | 35292      | 35460             | Fougères-Vitré | Val-Couesnon                                          | CC Couesnon Marches de Bretagne                      | 22,76            | 1 567 (2022)                      | 69                 | modifier les données · modifier les données |
| Saint-Marcan                  | 35291      | 35120             | Saint-Malo     | Dol-de-Bretagne                                       | CC du pays de Dol et de la baie du Mont-Saint-Michel | 7,68             | 432 (2022)                        | 56                 | modifier les données · modifier les données |
| Saint-Maugan                  | 35295      | 35750             | Rennes         | Montauban-de-Bretagne                                 | CC Saint-Méen Montauban                              | 8,43             | 518 (2022)                        | 61                 | modifier les données · modifier les données |
| Saint-Médard-sur-Ille         | 35296      | 35250             | Rennes         | Melesse                                               | CC du Val d'Ille-Aubigné                             | 18,22            | 1 350 (2022)                      | 74                 | modifier les données · modifier les données |
| Saint-Méen-le-Grand           | 35297      | 35290             | Rennes         | Montauban-de-Bretagne                                 | CC Saint-Méen Montauban                              | 18,28            | 4 642 (2022)                      | 254                | modifier les données · modifier les données |
| Saint-Méloir-des-Ondes        | 35299      | 35350             | Saint-Malo     | Saint-Malo-1                                          | CA Saint-Malo Agglomération                          | 29,49            | 4 666 (2022)                      | 158                | modifier les données · modifier les données |
| Saint-Onen-la-Chapelle        | 35302      | 35290             | Rennes         | Montauban-de-Bretagne                                 | CC Saint-Méen Montauban                              | 24,66            | 1 121 (2022)                      | 45                 | modifier les données · modifier les données |
| Saint-Ouen-des-Alleux         | 35304      | 35140             | Fougères-Vitré | Fougères-1                                            | CA Fougères Agglomération                            | 15,20            | 1 308 (2022)                      | 86                 | modifier les données · modifier les données |
| Saint-Péran                   | 35305      | 35380             | Rennes         | Montfort-sur-Meu                                      | CC de Brocéliande                                    | 9,37             | 415 (2022)                        | 44                 | modifier les données · modifier les données |
| Saint-Père-Marc-en-Poulet     | 35306      | 35430             | Saint-Malo     | Dol-de-Bretagne                                       | CA Saint-Malo Agglomération                          | 19,74            | 2 399 (2022)                      | 122                | modifier les données · modifier les données |
| Saint-Pern                    | 35307      | 35190             | Rennes         | Montauban-de-Bretagne                                 | CC Saint-Méen Montauban                              | 12,13            | 1 003 (2022)                      | 83                 | modifier les données · modifier les données |
| Saint-Rémy-du-Plain           | 35309      | 35560             | Fougères-Vitré | Val-Couesnon                                          | CC Couesnon Marches de Bretagne                      | 14,87            | 808 (2022)                        | 54                 | modifier les données · modifier les données |
| Saint-Sauveur-des-Landes      | 35310      | 35133             | Fougères-Vitré | Fougères-1                                            | CA Fougères Agglomération                            | 18,84            | 1 565 (2022)                      | 83                 | modifier les données · modifier les données |
| Saint-Séglin                  | 35311      | 35330             | Redon          | Guichen                                               | CC Vallons de Haute-Bretagne Communauté              | 9,40             | 600 (2022)                        | 64                 | modifier les données · modifier les données |
| Saint-Senoux                  | 35312      | 35580             | Redon          | Guichen                                               | CC Vallons de Haute-Bretagne Communauté              | 18,29            | 1 836 (2022)                      | 100                | modifier les données · modifier les données |
| Saint-Suliac                  | 35314      | 35430             | Saint-Malo     | Dol-de-Bretagne                                       | CA Saint-Malo Agglomération                          | 5,46             | 977 (2022)                        | 179                | modifier les données · modifier les données |
| Saint-Sulpice-des-Landes      | 35316      | 35390             | Redon          | Bain-de-Bretagne                                      | CC Bretagne Porte de Loire Communauté                | 11,19            | 827 (2022)                        | 74                 | modifier les données · modifier les données |
| Saint-Sulpice-la-Forêt        | 35315      | 35250             | Rennes         | Liffré                                                | Rennes Métropole                                     | 6,72             | 1 557 (2022)                      | 232                | modifier les données · modifier les données |
| Saint-Symphorien              | 35317      | 35630             | Rennes         | Melesse                                               | CC du Val d'Ille-Aubigné                             | 7,91             | 613 (2022)                        | 77                 | modifier les données · modifier les données |
| Saint-Thual                   | 35318      | 35190             | Saint-Malo     | Combourg                                              | CC Bretagne Romantique                               | 11,40            | 999 (2022)                        | 88                 | modifier les données · modifier les données |
| Saint-Thurial                 | 35319      | 35310             | Rennes         | Montfort-sur-Meu                                      | CC de Brocéliande                                    | 18,01            | 2 165 (2022)                      | 120                | modifier les données · modifier les données |
| Saint-Uniac                   | 35320      | 35360             | Rennes         | Montauban-de-Bretagne                                 | CC Saint-Méen Montauban                              | 6,89             | 512 (2022)                        | 74                 | modifier les données · modifier les données |
| Sainte-Anne-sur-Vilaine       | 35249      | 35390             | Redon          | Bain-de-Bretagne                                      | CC Bretagne Porte de Loire Communauté                | 28,57            | 1 032 (2022)                      | 36                 | modifier les données · modifier les données |
| Sainte-Colombe                | 35262      | 35134             | Fougères-Vitré | La Guerche-de-Bretagne                                | CC Roche aux Fées Communauté                         | 7,58             | 364 (2022)                        | 48                 | modifier les données · modifier les données |
| Sainte-Marie                  | 35294      | 35600             | Redon          | Redon                                                 | CA Redon Agglomération                               | 25,28            | 2 249 (2022)                      | 89                 | modifier les données · modifier les données |
| Saulnières                    | 35321      | 35320             | Redon          | Bain-de-Bretagne                                      | CC Bretagne Porte de Loire Communauté                | 10,34            | 798 (2022)                        | 77                 | modifier les données · modifier les données |
| Le Sel-de-Bretagne            | 35322      | 35320             | Redon          | Bain-de-Bretagne                                      | CC Bretagne Porte de Loire Communauté                | 8,10             | 1 102 (2022)                      | 136                | modifier les données · modifier les données |
| La Selle-en-Luitré            | 35324      | 35133             | Fougères-Vitré | Fougères-2                                            | CA Fougères Agglomération                            | 7,32             | 618 (2022)                        | 84                 | modifier les données · modifier les données |
| La Selle-Guerchaise           | 35325      | 35130             | Fougères-Vitré | La Guerche-de-Bretagne                                | CA Vitré Communauté                                  | 2,14             | 153 (2022)                        | 71                 | modifier les données · modifier les données |
| Sens-de-Bretagne              | 35326      | 35490             | Rennes         | Val-Couesnon                                          | CC du Val d'Ille-Aubigné                             | 30,82            | 2 620 (2022)                      | 85                 | modifier les données · modifier les données |
| Servon-sur-Vilaine            | 35327      | 35530             | Rennes         | Châteaugiron                                          | CC Pays de Châteaugiron Communauté                   | 15,26            | 4 032 (2022)                      | 264                | modifier les données · modifier les données |
| Sixt-sur-Aff                  | 35328      | 35550             | Redon          | Redon                                                 | CA Redon Agglomération                               | 42,50            | 2 222 (2022)                      | 52                 | modifier les données · modifier les données |
| Sougeal                       | 35329      | 35610             | Saint-Malo     | Dol-de-Bretagne                                       | CC du pays de Dol et de la baie du Mont-Saint-Michel | 14,15            | 544 (2022)                        | 38                 | modifier les données · modifier les données |
| Taillis                       | 35330      | 35500             | Fougères-Vitré | Vitré                                                 | CA Vitré Communauté                                  | 12,27            | 1 036 (2022)                      | 84                 | modifier les données · modifier les données |
| Talensac                      | 35331      | 35160             | Rennes         | Montfort-sur-Meu                                      | CC Montfort Communauté                               | 21,52            | 2 530 (2022)                      | 118                | modifier les données · modifier les données |
| Teillay                       | 35332      | 35620             | Redon          | Bain-de-Bretagne                                      | CC Bretagne Porte de Loire Communauté                | 26,21            | 1 103 (2022)                      | 42                 | modifier les données · modifier les données |
| Le Theil-de-Bretagne          | 35333      | 35240             | Fougères-Vitré | La Guerche-de-Bretagne                                | CC Roche aux Fées Communauté                         | 24,20            | 1 720 (2022)                      | 71                 | modifier les données · modifier les données |
| Thorigné-Fouillard            | 35334      | 35235             | Rennes         | Liffré                                                | Rennes Métropole                                     | 13,58            | 8 631 (2022)                      | 636                | modifier les données · modifier les données |
| Thourie                       | 35335      | 35134             | Fougères-Vitré | La Guerche-de-Bretagne                                | CC Roche aux Fées Communauté                         | 24,04            | 857 (2022)                        | 36                 | modifier les données · modifier les données |
| Le Tiercent                   | 35336      | 35460             | Fougères-Vitré | Val-Couesnon                                          | CC Couesnon Marches de Bretagne                      | 3,70             | 194 (2022)                        | 52                 | modifier les données · modifier les données |
| Tinténiac                     | 35337      | 35190             | Saint-Malo     | Combourg                                              | CC Bretagne Romantique                               | 23,40            | 3 877 (2022)                      | 166                | modifier les données · modifier les données |
| Torcé                         | 35338      | 35370             | Fougères-Vitré | La Guerche-de-Bretagne                                | CA Vitré Communauté                                  | 14,03            | 1 270 (2022)                      | 91                 | modifier les données · modifier les données |
| Trans-la-Forêt                | 35339      | 35610             | Saint-Malo     | Dol-de-Bretagne                                       | CC du pays de Dol et de la baie du Mont-Saint-Michel | 14,83            | 638 (2022)                        | 43                 | modifier les données · modifier les données |
| Treffendel                    | 35340      | 35380             | Rennes         | Montfort-sur-Meu                                      | CC de Brocéliande                                    | 18,98            | 1 327 (2022)                      | 70                 | modifier les données · modifier les données |
| Trémeheuc                     | 35342      | 35270             | Saint-Malo     | Combourg                                              | CC Bretagne Romantique                               | 6,05             | 349 (2022)                        | 58                 | modifier les données · modifier les données |
| Tresbœuf                      | 35343      | 35320             | Redon          | Bain-de-Bretagne                                      | CC Bretagne Porte de Loire Communauté                | 25,33            | 1 235 (2022)                      | 49                 | modifier les données · modifier les données |
| Trévérien                     | 35345      | 35190             | Saint-Malo     | Combourg                                              | CC Bretagne Romantique                               | 12,08            | 918 (2022)                        | 76                 | modifier les données · modifier les données |
| Trimer                        | 35346      | 35190             | Saint-Malo     | Combourg                                              | CC Bretagne Romantique                               | 3,56             | 205 (2022)                        | 58                 | modifier les données · modifier les données |
| Le Tronchet                   | 35362      | 35540             | Saint-Malo     | Dol-de-Bretagne                                       | CA Saint-Malo Agglomération                          | 11,35            | 1 204 (2022)                      | 106                | modifier les données · modifier les données |
| Val-Couesnon                  | 35004      | 35460 35560       | Fougères-Vitré | Val-Couesnon                                          | CC Couesnon Marches de Bretagne                      | 79,01            | 4 084 (2022)                      | 52                 | modifier les données · modifier les données |
| Val d'Anast                   | 35168      | 35330             | Redon          | Guichen                                               | CC Vallons de Haute-Bretagne Communauté              | 77,86            | 3 925 (2022)                      | 50                 | modifier les données · modifier les données |
| Val-d'Izé                     | 35347      | 35450             | Fougères-Vitré | Vitré                                                 | CA Vitré Communauté                                  | 43,79            | 2 601 (2022)                      | 59                 | modifier les données · modifier les données |
| Vergéal                       | 35350      | 35680             | Fougères-Vitré | La Guerche-de-Bretagne                                | CA Vitré Communauté                                  | 11,21            | 804 (2022)                        | 72                 | modifier les données · modifier les données |
| Le Verger                     | 35351      | 35160             | Rennes         | Le Rheu                                               | Rennes Métropole                                     | 6,96             | 1 404 (2022)                      | 202                | modifier les données · modifier les données |
| Vern-sur-Seiche               | 35352      | 35770             | Rennes         | Janzé                                                 | Rennes Métropole                                     | 19,70            | 8 272 (2022)                      | 420                | modifier les données · modifier les données |
| Vezin-le-Coquet               | 35353      | 35132             | Rennes         | Le Rheu                                               | Rennes Métropole                                     | 7,86             | 6 441 (2022)                      | 819                | modifier les données · modifier les données |
| Vieux-Viel                    | 35354      | 35610             | Saint-Malo     | Dol-de-Bretagne                                       | CC du pays de Dol et de la baie du Mont-Saint-Michel | 8,77             | 328 (2022)                        | 37                 | modifier les données · modifier les données |
| Vieux-Vy-sur-Couesnon         | 35355      | 35490             | Rennes         | Val-Couesnon                                          | CC du Val d'Ille-Aubigné                             | 21,56            | 1 280 (2022)                      | 59                 | modifier les données · modifier les données |
| Vignoc                        | 35356      | 35630             | Rennes         | Melesse                                               | CC du Val d'Ille-Aubigné                             | 14,09            | 2 290 (2022)                      | 163                | modifier les données · modifier les données |
| Villamée                      | 35357      | 35420             | Fougères-Vitré | Fougères-2                                            | CA Fougères Agglomération                            | 10,66            | 291 (2022)                        | 27                 | modifier les données · modifier les données |
| La Ville-ès-Nonais            | 35358      | 35430             | Saint-Malo     | Dol-de-Bretagne                                       | CA Saint-Malo Agglomération                          | 4,34             | 1 226 (2022)                      | 282                | modifier les données · modifier les données |
| Visseiche                     | 35359      | 35130             | Fougères-Vitré | La Guerche-de-Bretagne                                | CA Vitré Communauté                                  | 16,03            | 868 (2022)                        | 54                 | modifier les données · modifier les données |
| Vitré                         | 35360      | 35500             | Fougères-Vitré | Vitré                                                 | CA Vitré Communauté                                  | 37,03            | 18 892 (2022)                     | 510                | modifier les données · modifier les données |
| Le Vivier-sur-Mer             | 35361      | 35960             | Saint-Malo     | Dol-de-Bretagne                                       | CC du pays de Dol et de la baie du Mont-Saint-Michel | 2,24             | 1 062 (2022)                      | 474                | modifier les données · modifier les données |
| Ille-et-Vilaine               | 35         |                   |                |                                                       |                                                      | 6 775,00         | 1 109 232 (2022)                  | 164                | modifier les données                        |